# Megève
Megève település Franciaországban, Haute-Savoie megyében. Lakosainak száma 2927 fő (2022. január 1.). Megève La Giettaz, Hauteluce, Combloux, Demi-Quartier, Praz-sur-Arly, Saint-Gervais-les-Bains és Sallanches községekkel határos.

## Népesség
A település népességének változása:
| Lakosok száma | 3313 | 3210 | 3259 | 3036 | 3043 | 3025 | 2999 | 2961 | 2927 |
|               | 2013 | 2015 | 2016 | 2017 | 2018 | 2019 | 2020 | 2021 | 2022 |